# Hochfelden ZH
| ZH ist das Kürzel für den Kanton Zürich in der Schweiz. Es wird verwendet, um Verwechslungen mit anderen Einträgen des Namens Hochfelden zu vermeiden. |

Hochfelden ist eine politische Gemeinde im Bezirk Bülach, Kanton Zürich, Schweiz. Ihr Mundartname ist Hoochfälde.
Die Gemeinde liegt etwa 17 km Luftlinie nördlich des Stadtzentrums von Zürich und 9 km nördlich des internationalen Flughafens Zürich im Zürcher Unterland.

## Geographie
Die Gemeinde liegt im Glatttal im Zürcher Unterland, unmittelbar westlich von Bülach an der Glatt. Das Naturschutzgebiet im Norden der Gemeinde markiert den tiefsten Punkt von Hochfelden (391 m ü. M.). Der höchste Punkt auf Gemeindegebiet befindet sich im Nordwesten im stark bewaldeten Strassberg mit 495 m ü. M.
Nachbargemeinden sind im Uhrzeigersinn, beginnend im Norden: Glattfelden, der Bezirkshauptort Bülach, Höri, Neerach und Stadel.
Zur Gemeinde gehören die Kernsiedlung im Osten des Territoriums, einige Einzelhöfe (Obermüli an der Strasse ins Jakobstal, Chalchofen an der Strasse nach Neerach, Im Hasli im Stadler Tobel, Im Zil, Im Birchacher und Im Schinderbüel an der Haslistrasse) sowie der Weiler Wilenhof an der Strasse nach Höri und das Jakobstal.
Im Jahr 2018 waren von der Gemeindefläche von 6,18 km² 41,6 % landwirtschaftlich genutzt, 45,3 % waren mit Wald bestockt, die Verkehrsflächen betrugen 3,4 %, die Gewässer umfassten 1,9 %, und die Siedlungsfläche betrug 6,8 %.

## Wappen
Blasonierung:
In Gold ein roter Schrägbalken, belegt mit vier silbernen Sparren
Das frühere Wappen von Hochfelden zeigte einen sechsstrahligen Stern über einem gestürzten Halbmond. Es befand sich in der Stubendecke des alten Schulhauses, welches im Jahre 1812 erbaut wurde.
Dieses Wappen – es kommt im Zürcher Unterland in vielen Varianten vor – war nicht als eigentliches Gemeindewappen zu bezeichnen. Es wies lediglich auf die Zugehörigkeit zum ehemaligen Neuamt hin.
In seiner heutigen Form wurde das Hochfelder Wappen vom Gemeinderat am 19. März 1931 offiziell anerkannt. Es war dies der Schild der Meyer von Hochfelden, welcher erstmals in einem Siegel von 1360 überliefert ist.

## Geschichte

Luftbild (1948) von Werner Friedli

Im Jahr 886 wird Hochfelden als Hofelda in einer Urkunde zur Schenkung an die Kirche Aadorf erstmals erwähnt. Die Hauptsiedlung Hochfelden erhielt ihren Namen aufgrund einer erhöhten Ackerflur.

### Politische Zugehörigkeit

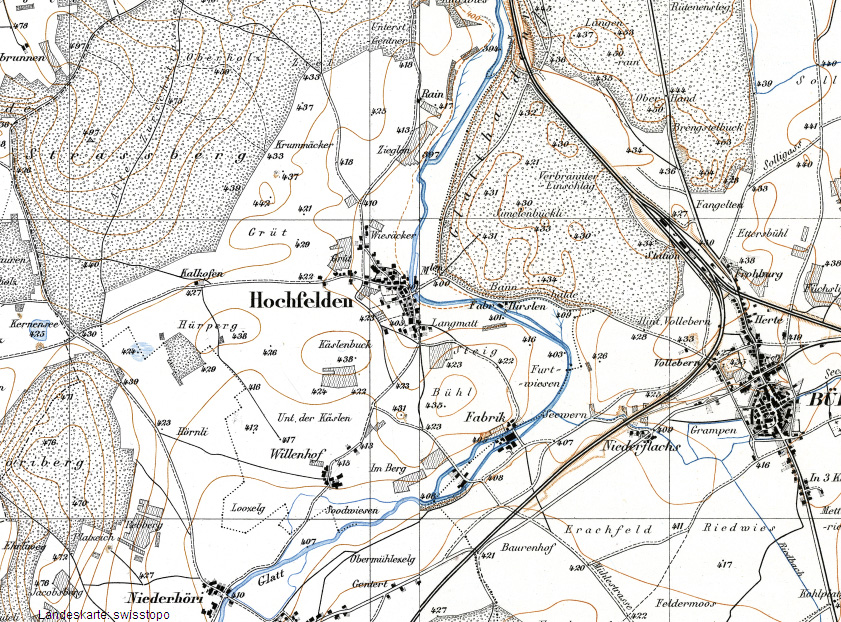
Hochfelden im Siegfriedatlas von 1880

Im 13. Jahrhundert erwarb das Zisterzienserkloster Wettingen Grundbesitz und Mühlen in Hochfelden. Als Teil der habsburgischen Grafschaft Kyburg kam Hochfelden 1424 zu Zürich. Als 1442 die links der Glatt gelegenen Gebiete von der Grafschaft abgetrennt wurden, kam Hochfelden zur Obervogtei Neuamt, die bis 1798 bestand. Nach dem Einmarsch der Franzosen im Jahre 1798 gehörte Hochfelden bis 1813 zum Distrikt Bülach und danach bis heute zum wesentlich kleineren Bezirk Bülach. 1847 zerstörte ein Brand Teile des Dorfs.

### Kirchliche Verhältnisse
Kirchlich gehörte Hochfelden zur Pfarrei Bülach. Im Dorf befand sich im 14. Jahrhundert eine Kapelle. Von dieser zeugt in der Neuzeit nur noch das Kapellengut, dessen Rechnungen seit dem 17. Jahrhundert erhalten sind. 1748 verfügte diese Kasse, die als eine Art Dorfbank fungierte, über das erhebliche Vermögen von ca. 28'000 Pfund, d. h. den Gegenwert mehrerer grosser Bauernhöfe. Dieses Geld wurde hauptsächlich an die Leute in der Gemeinde und in der näheren Umgebung ausgeliehen. Aus den Zinserträgen wurden beispielsweise Besoldungen für die Hebamme und den Schulmeister ausgerichtet. Zusätzlich konnten damit auch arme Gemeinde-Einwohner unterstützt werden.

### Baumwollindustrie
Um 1790 war noch mehr als ein Viertel der Bevölkerung in der Baumwollspinnerei beschäftigt. Mehrere Betriebe wie die Spinnerei Hochfelden oder die Baumwollzwirnerei Hochfelden (1868–1962) siedelten sich am Glattlauf an.

### Glattkorrektion
Um der Überschwemmungen der Glatt Herr zu werden, wurde während der Glattkorrektion (1975–1981) das Flussbett 100 m nach Osten verschoben. Dadurch erfuhr der Dorfkern eine tiefgreifende Umgestaltung. Damit der Bezug der historisch flussständigen Fassaden zum Wasser erhalten blieb, wurde ein Dorfweiher angelegt. Gleichzeitig wurde nördlich von Hochfelden künstlich eine naturnahe Flusslandschaft (ca. 8 ha Schutzfläche) angelegt.

## Bevölkerung
| Jahr      | 1836 | 1850 | 1900 | 1950 | 2000 | 2005 | 2010 | 2015 | 2020 | 2022 |
| --------- | ---- | ---- | ---- | ---- | ---- | ---- | ---- | ---- | ---- | ---- |
| Einwohner | 456  | 563  | 529  | 515  | 1566 | 1716 | 1999 | 1899 | 2019 | 1994 |

In Hochfelden leben 1989 Personen (Stand 31. Dezember 2022). 19,9 % der in Hochfelden gemeldeten Einwohner, das sind 297 Personen, besitzen keinen Schweizer Pass. 16,4 % der Einwohner sind jünger als 14 Jahre und 5,7 % der Einwohner zwischen 15 und 19 Jahre alt. Zwischen 20 und 64 Jahre alt sind 58,3 % und älter als 64 Jahre 19,6 % der Einwohner.

## Politik

### Regierung
- Politische Gemeinde: Der 5-köpfige Gemeinderat (Exekutive) wird alle vier Jahre in geheimer Wahl nach dem Majorzprinzip bestimmt. Gemeindepräsident für die Legislaturperiode 2022–2026 ist Stefan Bickel (parteilos, Stand November 2023).[11]
- Primarschulgemeinde: Sie ist territorial identisch mit dem Gebiet der politischen Gemeinde und wird geleitet durch die Primarschulpflege.
- Oberstufenschulgemeinde: Sie wird gemeinsam mit den politischen Gemeinden Bülach, Bachenbülach, Höri und Winkel geführt. Die Schulgebäude stehen in Bülach.
- Gemeindeversammlung (Legislative). Sie besteht aus allen Stimmberechtigten der Gemeinde. Abstimmungen zu Gemeindeangelegenheiten erfolgen in der Regel mit offenem Handmehr.

### Parteistärke

#### Nationalratswahlen
| Partei | 1995 | 1999 | 2003 | 2007 | 2011 | 2015 | 2019 | 2023 |
| ------ | ---- | ---- | ---- | ---- | ---- | ---- | ---- | ---- |
| SVP    | 35,5 | 44,6 | 47,9 | 50,9 | 44,4 | 49,1 | 44,1 | 46,6 |
| SP     | 19,6 | 21,4 | 22,0 | 14,4 | 14,9 | 17,3 | 14,3 | 12,3 |
| glp    | –    | –    | –    | 7,5  | 7,6  | 4,0  | 12,5 | 9,2  |
| FDP    | 8,5  | 9,5  | 6,1  | 6,2  | 6,2  | 8,0  | 8,7  | 6,1  |
| EVP    | 4,3  | 2,8  | 4,7  | 4,1  | 4,6  | 4,3  | 3,9  | 5,6  |
| Mitte  | –    | –    | –    | –    | –    | –    | –    | 5,6  |
| CVP    | 0,7  | 2,0  | 2,4  | 5,2  | 3,0  | 2,0  | 2,6  | –    |
| BDP    | –    | –    | –    | –    | 6,0  | 3,8  | 2,2  | –    |
| EDU    | 5,3  | 4,2  | 4,4  | 4,1  | 5,0  | 6,0  | 2,2  | 5,4  |
| Grüne  | 7,4  | 4,7  | 8,3  | 6,8  | 3,7  | 3,4  | 10,2 | 5,4  |
| AL     | –    | 1,5  | 0,9  | 0,2  | 0,4  | 0,3  | 0,2  | 0,2  |
| SD     | 3,5  | 4,1  | 1,6  | 0,4  | 0,0  | 0,0  | 0,3  | 0,0  |

#### Zürcher Kantonsratswahlen
| Partei  | 1995 | 1999 | 2003 | 2007 | 2011  | 2015  |
| ------- | ---- | ---- | ---- | ---- | ----- | ----- |
| SVP     | 24,2 | 39,1 | 47,6 | 44,2 | 46,72 | 49,49 |
| SP      | 18,2 | 20,1 | 20,0 | 14,8 | 14,88 | 11,72 |
| FDP     | 11,3 | 6,1  | 8,3  | 10,2 | 8,25  | 9,39  |
| GLP     | –    | –    | –    | 5,3  | 8,19  | 4,12  |
| EDU     | –    | 4,1  | 2,3  | 7,2  | 6,43  | 6,83  |
| Grüne   | 9,4  | 5,5  | 10,9 | 9,4  | 6,05  | 3,83  |
| EVP     | 2,8  | 7,3  | 4,8  | 5,0  | 3,76  | 7,96  |
| BDP     | –    | –    | –    | –    | 3,40  | 3,40  |
| CVP     | 2,5  | 2,0  | 2,8  | 2,2  | 1,16  | 2,42  |
| AL      | –    | –    | –    | 0,5  | 0,61  | 0,57  |
| Piraten | –    | –    | –    | –    | 0,54  | 0,27  |
| SD      | –    | 9,3  | 2,1  | 1,2  | –     | –     |

### Sprache
Bei der Volkszählung vom Dezember 2000 wurde ein Ausländeranteil von 13,3 % ermittelt, leicht mehr als im Jahrzehnt davor. Die Verteilung der von den Einwohnern hauptsächlich verwendeten Sprachen gibt Hinweise auf die Herkunft: Häufigste Hauptsprache war bei der Volkszählung im Jahr 2000 Deutsch (88,2 %), am zweit- und dritthäufigsten waren Albanisch (3,2 %) und Italienisch (6,2 %). 2022 betrug der Ausländeranteil 14,9 %. Er liegt damit weit unter dem kantonalen Durchschnitt von 27,6 %.

### Religion
Eine Mehrheit der Hochfelder ist reformiert. Der Anteil der Reformierten betrug bei der Eidgenössischen Volkszählung 2000 57,4 %. 26,5 % waren römisch-katholisch und 9,4 % konfessionslos; 6,7 % gehörten anderen Glaubensrichtungen an. 2022 waren 38,7 % der Bevölkerung evangelisch-reformiert, 23,4 % römisch-katholisch, und 37,9 % hatten eine andere oder keine Konfessionszugehörigkeit.

## Wirtschaft
Hochfelden ist eine typische Wohngemeinde, was sich auch in der Pendlerbilanz der erwerbstätigen Bevölkerung niederschlägt. Rund 84 % der 923 Erwerbstätigen pendeln täglich zu ihren Arbeitsplätzen ausserhalb der Gemeinde (wichtigste Arbeitsorte der Wegpendler sind Zürich, Bülach, Kloten und Höri ZH). In Hochfelden selbst gibt es rund 310 Arbeitsplätze, wovon 21 % Teilzeitstellen sind. Der Dienstleistungssektor hat einen Anteil von 31 %, das verarbeitende Gewerbe sowie die Industrie 69 %. Daneben gibt es noch 14 Landwirtschaftsbetriebe. Die Arbeitslosenquote beträgt 1,2 % (Stand 2022).

### Verkehr
Hochfelden wird während der Hauptverkehrszeiten im Halbstundentakt und in den übrigen Zeiten im Stundentakt durch den Postautodienst Zürcher Unterland bedient (ZVV, Linie Nr. 515). S-Bahn-Verbindungen und Schnellzüge ab Bülach verbinden die Gemeinde mit Zürich, Winterthur und Schaffhausen.
Östlich an Hochfelden führt die Unterlandautobahn A51 (Zürich–Flughafen–Bülach) vorbei und erschliesst die Gemeinde mit der Anschlussstelle Bülach West. Regional von Bedeutung ist zudem die Strassenverbindung Niederglatt–Höri–Hochfelden–Bülach.

## Versorgung mit öffentlichen Diensten

### Kindergarten, Schule und Bibliothek
In Hochfelden gibt es seit 1978 eine Gemeindebibliothek. Zurzeit (Stand 2010) umfasst das Angebot der Bibliothek rund 5600 Medien (Bücher, CDs, Kassetten, Spiele).
Der Kindergarten in Hochfelden umfasst zwei Klassen. Der Kindergarten Brestenbühl befindet sich mitten im Dorf bei der Bibliothek gegenüber dem Gemeindehaus. Der zweite Kindergarten ist in der Schulanlage Wisacher integriert. Insgesamt betreuen die drei Kindergärtnerinnen ca. 40 Kinder, wovon ungefähr die Hälfte der Kinder bereits das 2. Kindergartenjahr besuchen.
Das Schulhaus Wisacher öffnete 1977 mit sieben Klassenzimmern, einem Werkraum, einem Handarbeitszimmer, einem Therapieraum sowie zwei Gruppenräumen und einem Lehrerzimmer seine Tore. 1993 konnte ein Erweiterungsbau, mit einem Kindergarten und Mehrzweckraum, eingeweiht werden. Seit November 2004 steht den Kindern und Lehrkräften für den Unterricht mit dem neu erstellten Saal zusätzlicher Raum zur Verfügung. Das Schulhaus befindet sich am nördlichen Rand des Dorfes in Richtung Glattfelden. Aktuell werden in der Primarschule sechs Klassen mit ca. 140 Kindern unterrichtet.
Die Primarschule Hochfelden führt die ersten sechs Klassen der Zürcher Volksschule. Für den Abschluss der obligatorischen Schulzeit besuchen die Hochfelder Jugendlichen die Oberstufenschule bzw. die Kantonsschule in Bülach.

### Post/Kabelnetz
Schon zur Zeit der kantonalen Post, am 1. November 1853, wurde in Hochfelden eine Postablage errichtet. In den 1980er Jahren wurde die Gemeinde ans Kabelfernsehnetz der Cablecom angeschlossen.

### Feuerwehr und Zivilschutz
Die Feuerwehr Hochfelden ist seit 2000 mit dem Wehrdienst von Höri in einem Zweckverband zusammengefasst. Im Bereich Zivilschutz ist die Gemeinde in der Zivilschutzorganisation Bülach-Hochfelden-Höri integriert.

## Vereine
In Hochfelden sind etwa 17 aktive Vereine zu finden.
Der Männerchor Hochfelden wurde 1877 gegründet und ist der älteste noch aktive Verein der Gemeinde. Weitere ältere und noch aktive Vereine sind der Schützenverein Hochfelden (gegründet 1878) sowie der Frauenverein Hochfelden (gegründet 1916).
Der Füür-Sprütze-Zug Hochfelden wurde 1995 mit dem primären Ziel gegründet, die Handdruckspritze aus dem Jahre 1787 zu pflegen und zu präsentieren.

## Offizielles Publikationsorgan
Das Publikationsorgan Dorfspiegel, herausgegeben von der Gemeindeverwaltung, erscheint seit April 1988 zweimonatlich und wird in alle Haushaltungen verteilt. Es hat eine Auflage von 900 Exemplaren und wird im Format A4 doppelseitig farbig gedruckt und mit doppelter Klammerheftung versehen. Die ersten Ausgaben wurden noch mit Matrizen hergestellt, fotokopiert und von Hand zusammengetragen.

## Sehenswürdigkeiten
- Im Rahmen des Dorfentwicklungsprojekts Hochfälde mitenand entstand 2009 der 37 Stationen umfassende und acht Kilometer lange Kulturpfad Hochfelden, der rund um das Dorf führt.
- Dorfweiher mit Kinderspielplatz und Brunnenskulptur von Robert Lienhard. Entstanden 1979 anlässlich der Glattkorrektion.
- Dorfkern mit alten Fachwerkhäusern.
- Glasfenster im Kirchenraum des Gemeindehauses Hochfelden: Am 14. März 2004 wurden die neuen Glasfenster der Glaskünstler Bernd Engel und Kathrin Engel-Mayer aus Deutschland eingeweiht.[16]
- Aussichtspunkt Chäslen mit Ausblick über das Zürcher Unterland bis hin zu den Alpen bei Föhnlage.

## Bilder

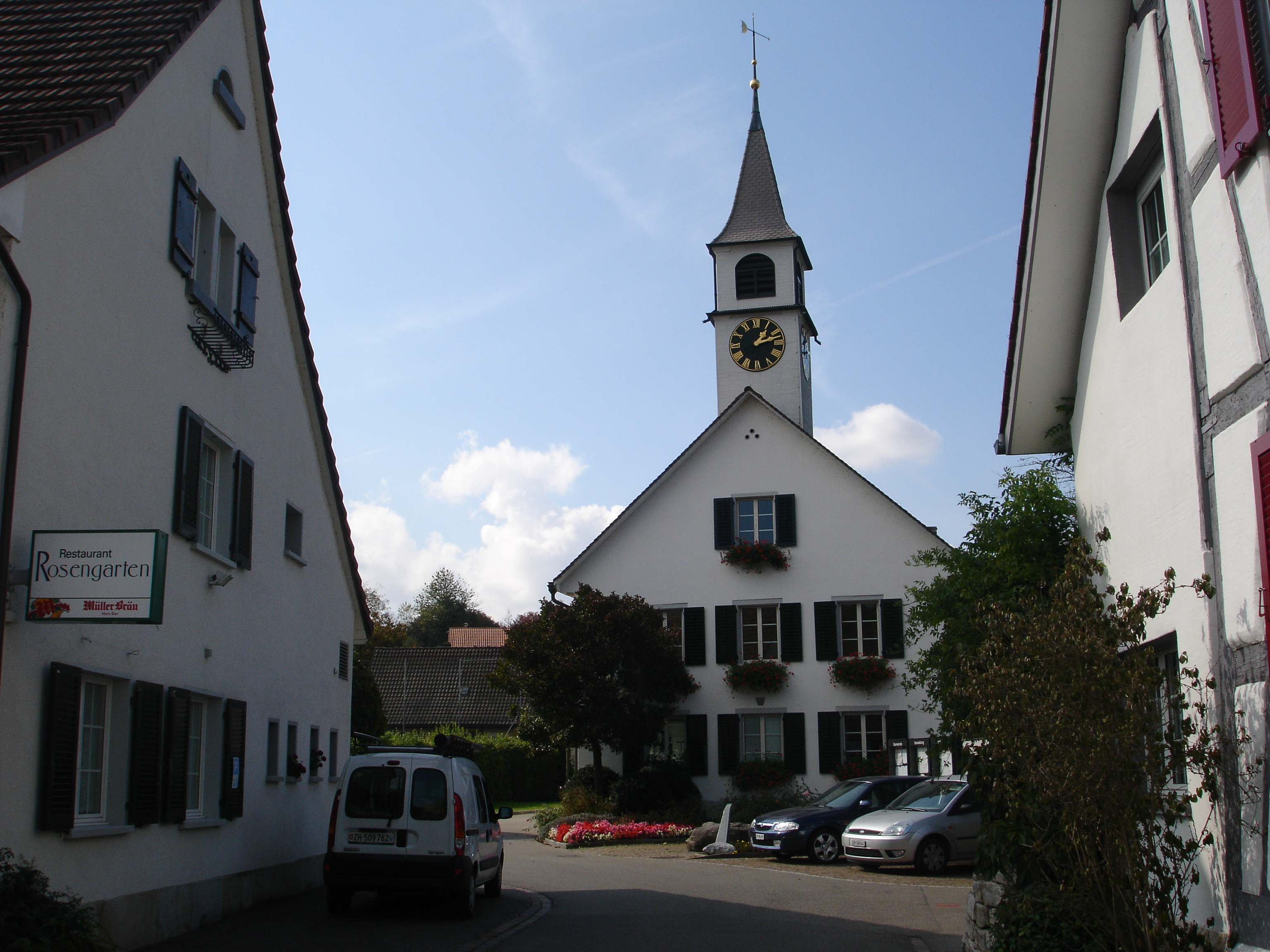
Gemeindehaus
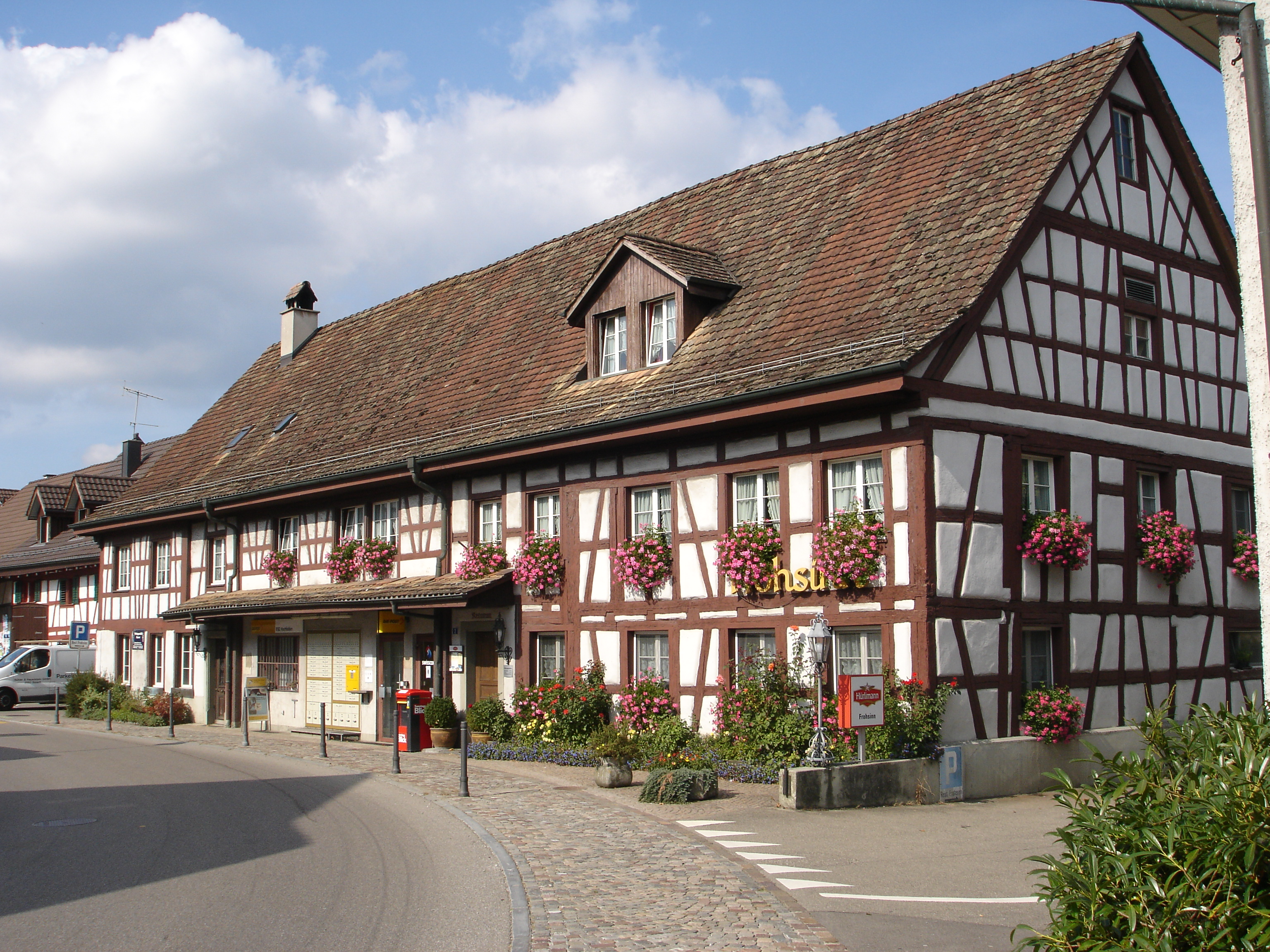
Fachwerkhaus im Dorfkern
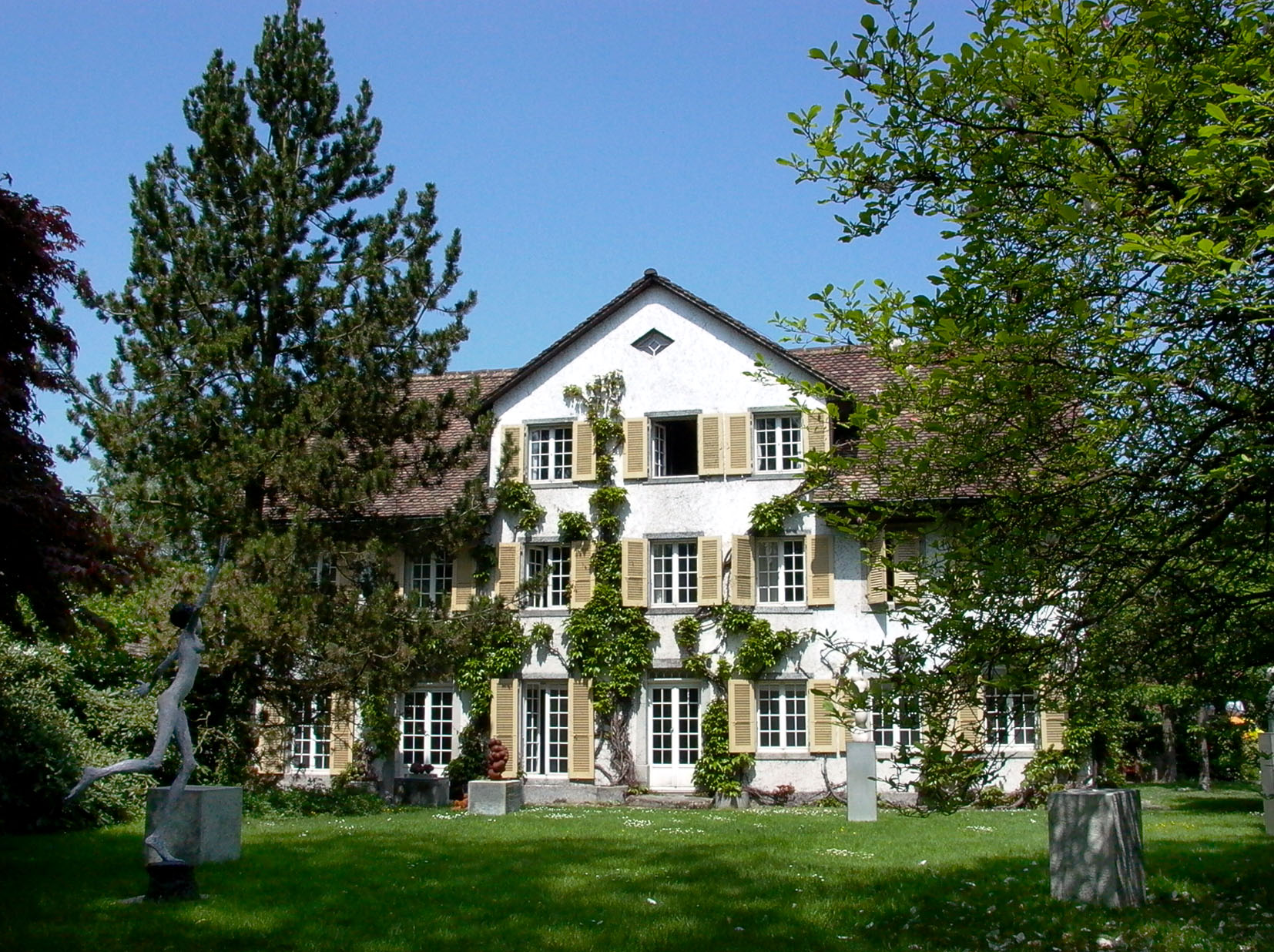
Martinsmühle
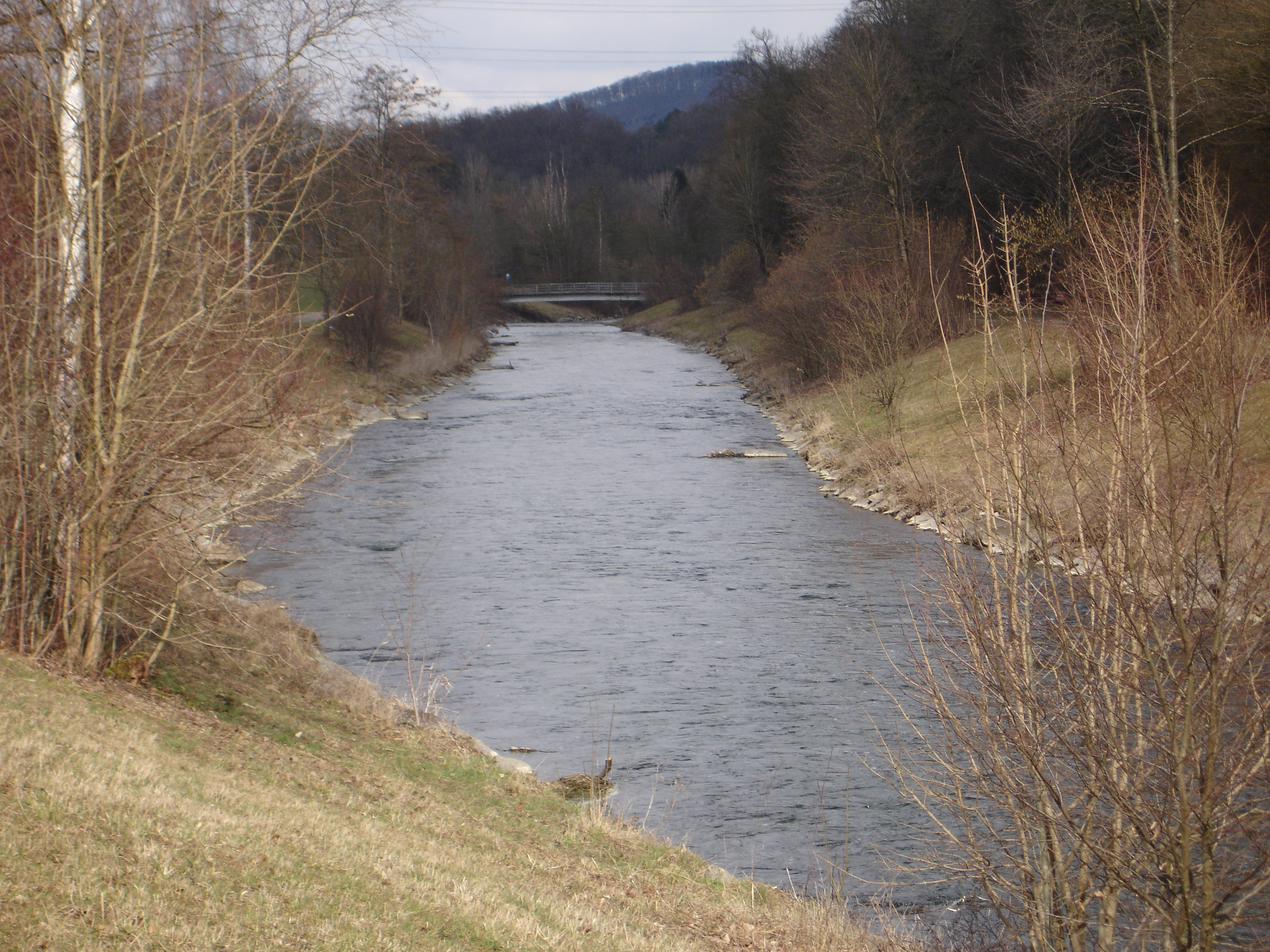
Glatt
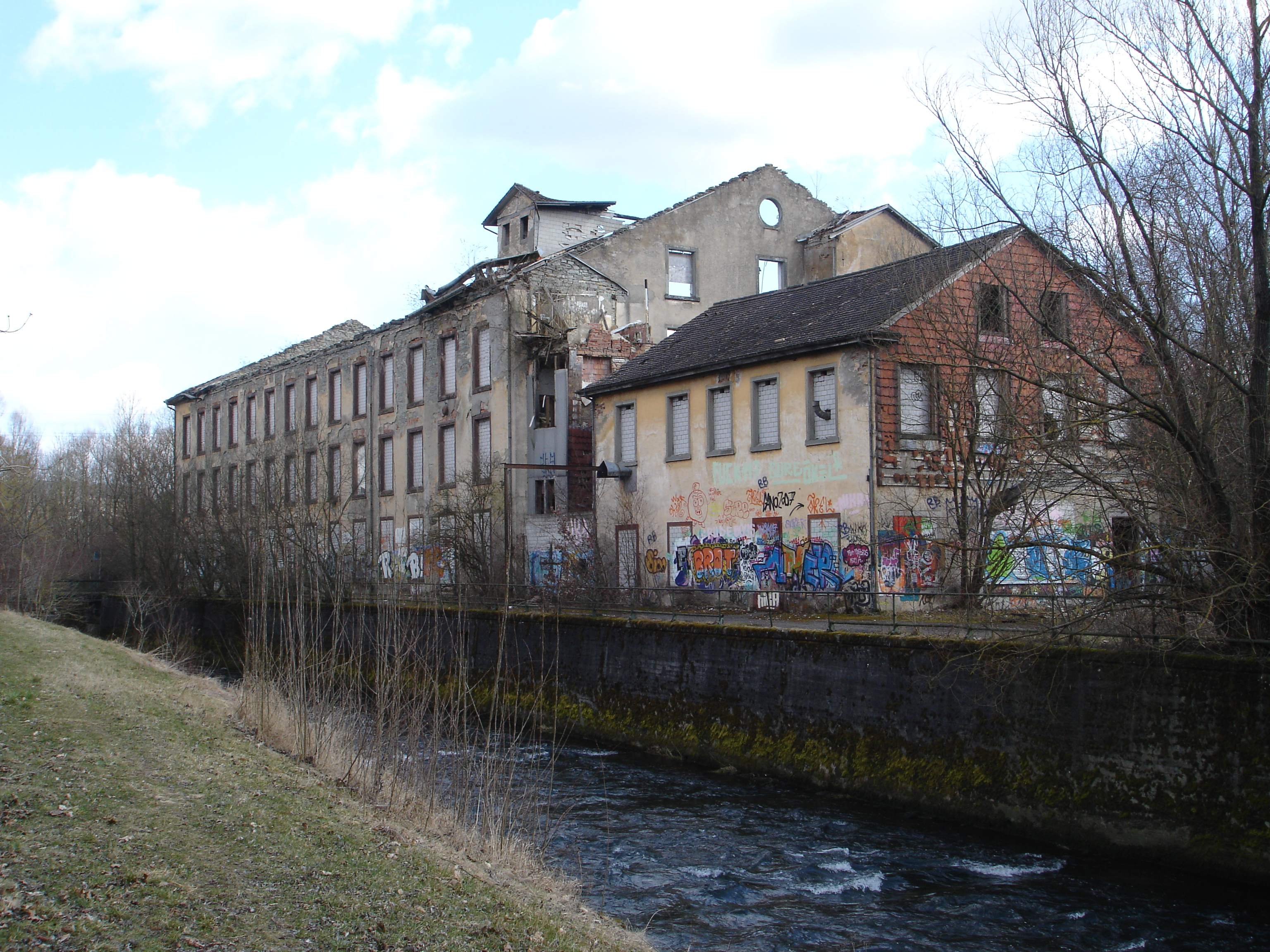
Ruine der Spinnerei Jakobstal

## Persönlichkeiten
- Sandra Kalt (* 29. Mai 1974), Rollstuhltennisspielerin und Paralympics-Bronzemedaillen-Gewinnerin 2004[17]
- Ruedi Keller (* 1943), Zürcher Kantonsrat (SP) von 1989–2000 und Präsident des Naturschutzvereins Höri-Hochfelden

## Partnergemeinde
- Hochfelden (Bas-Rhin)[18]